# René Springer
René Springer (nascido em 15 de julho de 1979) é um político alemão. Nascido em Berlim, ele representa a Alternativa para a Alemanha (AfD). René Springer é membro do Bundestag do estado de Brandenburg desde 2017.

## Vida
Ele tornou-se membro do bundestag após as eleições federais alemãs de 2017. É membro da Comissão de Trabalho e Assuntos Sociais.